# یان کارامو
یان کارامو (فرانسوی: Yann Karamoh‎؛ زادهٔ ۸ ژوئیهٔ ۱۹۹۸) بازیکن فوتبال اهل فرانسه است که در پست مهاجم برای پارما بازی می‌کند.
از باشگاه‌هایی که در آن بازی کرده‌است می‌توان به کان و اینتر میلان اشاره کرد.